# Гран-прі Монреаля
Гран-прі Монреаля — професійна одноденна шосейна велогонка яка проходить в місті Монреалі (провінція Квебек). Вперше відбулась 12 вересня 2010 року як заключний етап UCI ProTour 2010.
Гран-прі Монреаля і Гран-прі Квебека, що відбувається на два дні раніше, разом відомі під назвою "Лаврентіївські класики". 2014 року Саймон Джерранс став першим, хто зробив "Лаврентіївський дубль", вигравши Гран-прі Квебека і Гран-прі Монреаля одного й того самого року (хоча Роберт Гесінк став переможцем у Монреалі 2010 року і в Квебеку 2013 року).
Цю саму трасу використано на Чемпіонаті світу 1974, коли переміг Едді Меркс, а також на Олімпійських іграх 1976.

## Маршрут
Гран-прі Монреаля не схожий на багато одноденних етапів, які є гонками від точки до точки, а є круговою гонкою. Гонщики долають 17 кіл завдовжки по 12,1 км. Кожне коло вимагає виконання трьох підйомів на схилах навколо Мон-Руаяль: Кот-Камільєн-Уд (завдовжки 1,8 км з середнім похилом 8%), Côte de la Polytechnique (завдовжки 780 метрів з середнім похилом 6%) і Авеню дю Парк (завдовжки 560 м з середнім похилом 4%). Фініш йде під гору на Авеню дю Парк.
Сукупний підйом становить близько 4000 м, що робить трасу схожою на гірський етап Тур де Франс, хоча й на меншій висоті над рівнем моря.

## Переможці
| Рік  | Гонщик                     | Команда         |
| ---- | -------------------------- | --------------- |
| 2010 | Роберт Гесінк (NED)        | Rabobank        |
| 2011 | Руй Кошта (POR)            | Movistar Team   |
| 2012 | Ларс Петтер Нордхауг (NOR) | Sky Procycling  |
| 2013 | Петер Саган (SVK)          | Cannondale      |
| 2014 | Саймон Джерранс (AUS)      | Orica GreenEDGE |
| 2015 | Тім Велленс (BEL)          | Lotto Soudal    |
| 2016 | Грег Ван Авермат (BEL)     | BMC Racing Team |

### Перемог за країнами
| Перемоги | Країна                                                  |
| -------- | ------------------------------------------------------- |
| 2        | Бельгія                                                 |
| 1        | Австралія, Нідерланди, Норвегія, Португалія, Словаччина |